# Каубелси Будимпешта
Каубелси Будимпешта су клуб америчког фудбала из Будимпеште у Мађарске. Основани су 2014. године фузијом тимова Ребелси Ујбуда и Каубојси Будимпешта. Своје утакмице играју на стадиону у Будимпешти. Учествују у првој лиги Мађарске и регионалној ЦЕФЛ лиги.